# Nadezjda Skardino
Nadezjda Valerjevna Skardino (Wit-Russisch: Надзея Валер'еўна Скардзіна, Russisch: Надежда Валерьевна Скардино) (Leningrad, 27 maart 1985) is een in Rusland geboren Wit-Russische biatlete. Ze vertegenwoordigde Wit-Rusland op de Olympische Winterspelen 2010 in Vancouver, Sotsji en Pyeongchang.

## Carrière
Skardino maakte haar wereldbekerdebuut in december 2006 in Östersund, een jaar later scoorde ze in Pokljuka haar eerste wereldbekerpunten. In december 2010 behaalde ze in Pokljuka haar eerste toptienklassering in een wereldbekerwedstrijd.
De Wit-Russin nam in haar carrière viermaal deel aan de wereldkampioenschappen biatlon. Haar beste individuele resultaat, een vierde plaats op de 15 kilometer individueel, behaalde ze op de wereldkampioenschappen biatlon 2011 in Chanty-Mansiejsk. Op datzelfde toernooi eindigde ze samen met Darja Domratsjeva, Nadzeja Pisareva en Ljoedmila Kalintsjik aanvankelijk als vierde op de 4x6 kilometer estafette. Na de diskwalificatie van Oekraïne, vanwege een positieve dopingtest van Oksana Chvostenko, schoof het Wit-Russische team op naar het brons.
Tijdens de Olympische Winterspelen van 2010 in Vancouver was Skardino's beste resultaat de tweeëntwintigste plaats op de 12,5 kilometer massastart, op de estafette eindigde ze samen met Ljoedmila Kalintsjik, Olga Koedrasjova en Darja Domratsjeva op de zevende plaats.

## Resultaten

### Olympische Spelen
| Jaar | Plaats      | Resultaten |
| ---- | ----------- | --- |
| 2010 | Vancouver   | 28e 15 km individueel 28e 7,5 km sprint 26e 10 km achtervolging 22e 12,5 km massastart 7e 4x6 km estafette     |
| 2014 | Sotsji      | 15 km individueel · 17e 7,5 km sprint · 13e 10 km achtervolging · 15e 12,5 km massastart · 5e 4x6 km estafette |
| 2018 | Pyeongchang | 36e sprint · 10e15 km individueel · 7e 12,5 km massastart · 4x6 km estafette                                   |

### Wereldkampioenschappen
| Jaar | Plaats           | Resultaten |
| ---- | ---------------- | --- |
| 2007 | Antholz          | 40e 15 km individueel |
| 2008 | Östersund        | 56e 15 km individueel 49e 7,5 km sprint 43e 10 km achtervolging                                                                   |
| 2009 | Pyeongchang      | 32e 15 km individueel 4e 4x6 km estafette                                                                                         |
| 2011 | Chanty-Mansiejsk | 4e 15 km individueel · 16e 7,5 km sprint · 16e 10 km achtervolging · 17e 12,5 km massastart · 4x6 km estafette                    |
| 2012 | Ruhpolding       | 34e 15 km individueel 31e 7,5 km sprint 29e 10 km achtervolging 4e 4x6 km estafette 6e gemengde estafette                         |
| 2013 | Nové Město       | 26e 15 km individueel 25e 7,5 km sprint 15e 10 km achtervolging 26e 12,5 km massastart 7e 4x6 km estafette 10e gemengde estafette |
| 2015 | Kontiolahti      | 20e 15 km individueel 70e 7,5 km sprint 7e 4x6 km estafette 4e gemengde estafette                                                 |
| 2016 | Oslo             | 15e 15 km individueel 32e 7,5 km sprint 43e 10 km achtervolging 10e 12,5 km massastart 18e 4x6 km estafette 9e gemengde estafette |
| 2017 | Hochfilzen       | 17e 15 km individueel 25e 7,5 km sprint 19e 10 km achtervolging 16e 12,5 km massastart 9e 4x6 km estafette 22e gemengde estafette |

### Wereldbeker
Eindklasseringen
| Seizoen   | Algemeen | Individueel | Sprint | Achtervolging | Massastart |
| --------- | -------- | ----------- | ------ | ------------- | ---------- |
| 2007/2008 | 70e      | -           | 64     | 51            | -          |
| 2008/2009 | 38e      | 21          | 52     | 53            | 37         |
| 2009/2010 | 30e      | 44          | 30     | 27            | 25         |
| 2010/2011 | 24e      | 20          | 28     | 22            | 28         |
| 2011/2012 | 40e      | 27          | 40     | 52            | 41         |
| 2012/2013 | 18e      | 22          | 17     | 19            | 22         |
| 2013/2014 | 17e      | 4           | 16     | 21            | 29         |
| 2014/2015 | 18e      | 5           | 16     | 26            | 21         |
| 2015/2016 | 19e      | 9           | 29     | 22            | 11         |
| 2016/2017 | 18e      | 21          | 23     | 24            | 14         |
| 2017/2018 | 18e      | Goud        | 22e    | 23e           | 22e        |

Wereldbekerzeges
| Nr. | Datum            | Plaats    | Onderdeel         |
| --- | ---------------- | --------- | ----------------- |
| 1.  | 29 november 2017 | Östersund | 15 km individueel |